# Theodor Hell
Theodor Hell, pseudonimo di Karl Gottfried Theodor Winkler (Waldenburg, 9 febbraio 1775 – Dresda, 24 settembre 1856), è stato uno scrittore tedesco.

## Biografia
Viene in gran parte ricordato per le sue amicizie con i compositori Carl Maria von Weber e Giacomo Meyerbeer (e breve contatto con Franz Schubert e Richard Wagner) - per esempio, scrisse "Das Heimweh" di Schubert e il libretto per Weber Die Drei Pintos. Fu editore per molti anni della rivista letteraria Penelope e della Dresdner Abendzeitung (dal 1817 al 1843) in associazione con Friedrich Kind. Dresda lo nominò cittadino onorario nel 1851.

## Opere principali

### Lirica
- Das Heimweh
- Im Englischen Garten bei München (1811)
- Des Dichters Los

### Drammi
- Der Geschädigte (1817)
- Der neun und zwanzigste Januar 1819 (1819)

### Traduzioni
- Jean-Jacques Rousseau: Giulia o la nuova Eloisa